# Az előléptetés
Az előléptetés (eredeti címe: The Promotion) 2018-as amerikai filmvígjáték, melynek forgatókönyvírója és rendezője Steven Conrad. A főszerepben Seann William Scott és John C. Reilly látható. A film az amerikai álomra való törekvésről szól, középpontjában két élelmiszerbolt vezetője áll, akik egy előléptetésért küzdenek. A filmet 2008 márciusában mutatták be a South by Southwest rendezvényen. A Dimension Films 2008. június 6-án mutatta be. 

## Szereplők
- Seann William Scott - Doug Stauber, a Donaldson's szupermarket 33 éves igazgatóhelyettese, aki azért küzd, hogy vezetői pozíciót szerezzen egy készülőben lévő üzletben.
- John C. Reilly - Richard Wehlner, egy kanadai, aki családjával Chicagóba költözik, hogy Doug mellett dolgozzon.
- Gil Bellows - Mitch, a Donaldson's igazgatótanácsának vezetője.
- Fred Armisen - Scott Fargus, a Donaldson's vezetője, ahol Doug és Richard dolgozik.
- Jenna Fischer - Jen Stauber, Doug felesége, aki ápolónőként dolgozik Dr. Timm asszisztenseként.
- Bobby Cannavale - Dr. Timm, egy gyermeksebész és Jen főnöke, aki mindig elfelejti Doug nevét.
- Lili Taylor - Laurie Wehlner, Richard skót felesége.
- Rick Gonzalez - Ernesto, a szupermarket alkalmazottja.
- Chris Conrad - „Teddy Grahams”, egy festő, aki idegen nyelven beszél és gyakran pofozza Dougot, mert gondja van a graham kekszes rágcsálnivalók dobozainak megvásárlásával.
- Jason Bateman - a tábor oktatója, aki a Donaldson's alkalmazottainak motivációs gyakorlatát vezeti.
- Adrian Martinez - Octavio

## Gyártás
A filmet 2006 nyarán forgatták az Illinois állambeli Chicagóban. Eredetileg 2007 májusára tervezték a bemutatót, de új jelenetekkel egészítették ki, amelyekben a Hősökből ismert Masi Oka egy ingatlanhitel-ügyintéző szerepét alakítja.

## Fordítás
- Ez a szócikk részben vagy egészben  a   The Promotion című angol Wikipédia-szócikk fordításán alapul.  Az eredeti cikk szerkesztőit annak laptörténete sorolja fel. Ez a jelzés csupán a megfogalmazás eredetét és a szerzői jogokat jelzi, nem szolgál a cikkben szereplő információk forrásmegjelöléseként.